# Diavoletto (gioco)
Il diavoletto è un gioco di carte. In alcune zone è conosciuto come gigio o tredici.

## Giocatori
Questo è un gioco per soli due giocatori.

## Mazzo di carte
Per giocare si utilizzano due mazzi di carte francesi da 52, più due jolly.

## Svolgimento del gioco

### Distribuzione delle carte
I due giocatori mischiano i due mazzi separatamente.
- Il mazzo con i jolly dopo essere stato mescolato viene posizionato al centro del tavolo. Questo sarà il tallone.
- Il secondo mazzo viene diviso in due mazzetti da ventisei carte ciascuno che vengono assegnati uno a un giocatore e uno all'altro e ne viene scoperta la prima carta

### Apertura del gioco
Inizia il giocatore il cui mazzetto ha la carta più alta.

### Azioni del giocatore
Il giocatore di turno deve:
- Pescare le carte dal tallone (quante gliene servono per arrivare ad avere in mano cinque carte)
- Svolgere le proprie mosse
- Scartare una carta

## Mosse consentite
Le mosse consistono nel porre scoperte sul tavolo le carte in modo da creare delle pile ordinate (A,2,3,4,5,6,7,8,9,10,J,Q,K) anche non dello stesso seme. Chiaramente la prima mossa può consistere solo nel porre un asso sul tavolo, dopodiché si possono aggiungere le altre carte alle pile, anche create da altri giocatori. L'asso è l'unica carta che non può essere sostituita da un jolly ed è anche l'unica carta che un giocatore è obbligato a giocare.
La carta da posizionare sul tavolo può provenire sia dalle carte che il giocatore di turno ha in mano, sia dalle carte scartate precedentemente dal giocatore di turno(ovviamente solo le ultime quattro), sia dal mazzetto centrale sempre del giocatore di turno.
Se la carta proviene dal mazzetto centrale viene scoperta la carta successiva del mazzetto che si dovrà cercare di posizionare.

## Gli scarti
Quando un giocatore scarta la carta la deve posizionare scoperta di fianco a lui.
Gli scarti vengono organizzati in massimo quattro colonne possibilmente in ordine decrescente in modo tale da poter essere prese più agevolmente nelle mani successive.

## Particolarità
- Quando viene terminata una pila (dall'asso fino al K) viene messa da parte. Quando ce ne sono un po', o sta per finire il tallone, si mescolano e si mettono sotto al tallone stesso.
- Se un giocatore durante il suo turno riesce a terminare tutte e cinque le sue carte prima di scartare, ne pesca altre cinque e continua il suo turno.

## Scopo del gioco
Lo scopo del gioco è quello di terminare per primi il proprio mazzetto.

## Strategia
È consigliabile cercare di non giocare delle carte che favorirebbero il posizionamento di una carta del mazzetto avversario.